# Disparus (téléfilm)
Pour plus de détails, voir Fiche technique et Distribution.
Disparus est un téléfilm français en deux parties réalisé par Thierry Binisti diffusé les 13 et 14 septembre 2014 sur France 3.

## Synopsis
Lors d'une soirée, Claire confie son enfant à une baby-sitter. À son retour, celle-ci a disparu avec l'enfant.

## Fiche technique
- Titre original : Disparus
- Réalisation : Thierry Binisti
- Scénario : Olga Vincent, Véronique Lecharpy, Jean-Pierre Alessandri
- Musique : Jean-Claude et Angélique Nachon
- Photographie :
- Production : Olga Vincent, Philippe Rey, Ramona Productions, Stéphane Mattei, Jean-Pierre Alessandri
- Pays d’origine : France
- Langue : Français
- Genre : Policier
- Date de diffusion : 13 et 14 septembre 2014

## Distribution
Sauf indication contraire, les informations mentionnées dans cette section peuvent être confirmées par la base de données cinématographiques IMDb,  présente dans la section « Liens externes ».
- Claire Borotra : Claire
- Vincent Perez : Lieutenant Marc Marchelier
- Cyril Lecomte : Pierre Lucciani
- Jean-Michel Noirey : Commandant Morel
- Barbara Cabrita : Karine
- Alexandre Carrière : Brigadier Rostan
- Nathaniel Main : Baptiste
- Lionel Tavera : Frédéric
- Jean-Philippe Ricci : Paul Artella
- Marina Tomé : Michèle
- Marie-Pierre Nouveau : Marie Artellaa
- Didier Ferrari : Marcucci
- Andrée Damant : Angèle
- Lissandru Miniconi : Mattéo Lucciani
- Bianca Alessandri : Livia Cassano
- Emmanuelle Hauck : Mère Lisandro
- Olivier Audibert : Père conducteur
- Gilles Conseil : Motard 1
- Daniel Delorme : Christian Cognassier
- Jo Fondacci : Vieux Monsieur
- Paul Garatte : Chauffeur Marcucci
- Églantine Labille : Assistante sociale
- Quentin Leca : Gamin
- Stéphane Mattei : Prêtre 1
- Stéphane Mendella : Homme 2
- Matteo Michelangeli : Lisandre
- Pierre-Marie Mosconi : Légiste
- Jean-Marie Orsini : Gendarme 1
- Christian Ruspini : Prêtre 2
- Didier Sabathe : Gendarme 2
- Jack-Alexandre Soufflard : Motard 2
- Sandrine Statuto : Reporter TV
- Bastien Valli : Homme 1
- Antoine Albertini : Le journaliste
- Jean-Pierre Alessandri : Maître Batfesti
- Anna Filippi : Valérie
- Anto Mela : Julien
- Marie-Jo Oliva : La Signadore
- Frédéric Poggi : Pascal
- Véronique Volta : Juge

## Production

### Tournage
Le téléfilm a été tourné en Corse, à Ajaccio, ainsi qu'à Cargèse et dans ses environs (Piana, Sagone et Vico),,.

## Distinctions

### Récompenses
- Meilleure musique pour Jean-Claude et Angélique Nachon au Festival de la fiction TV de La Rochelle 2014[4]